# Joods monument (Rotterdam)

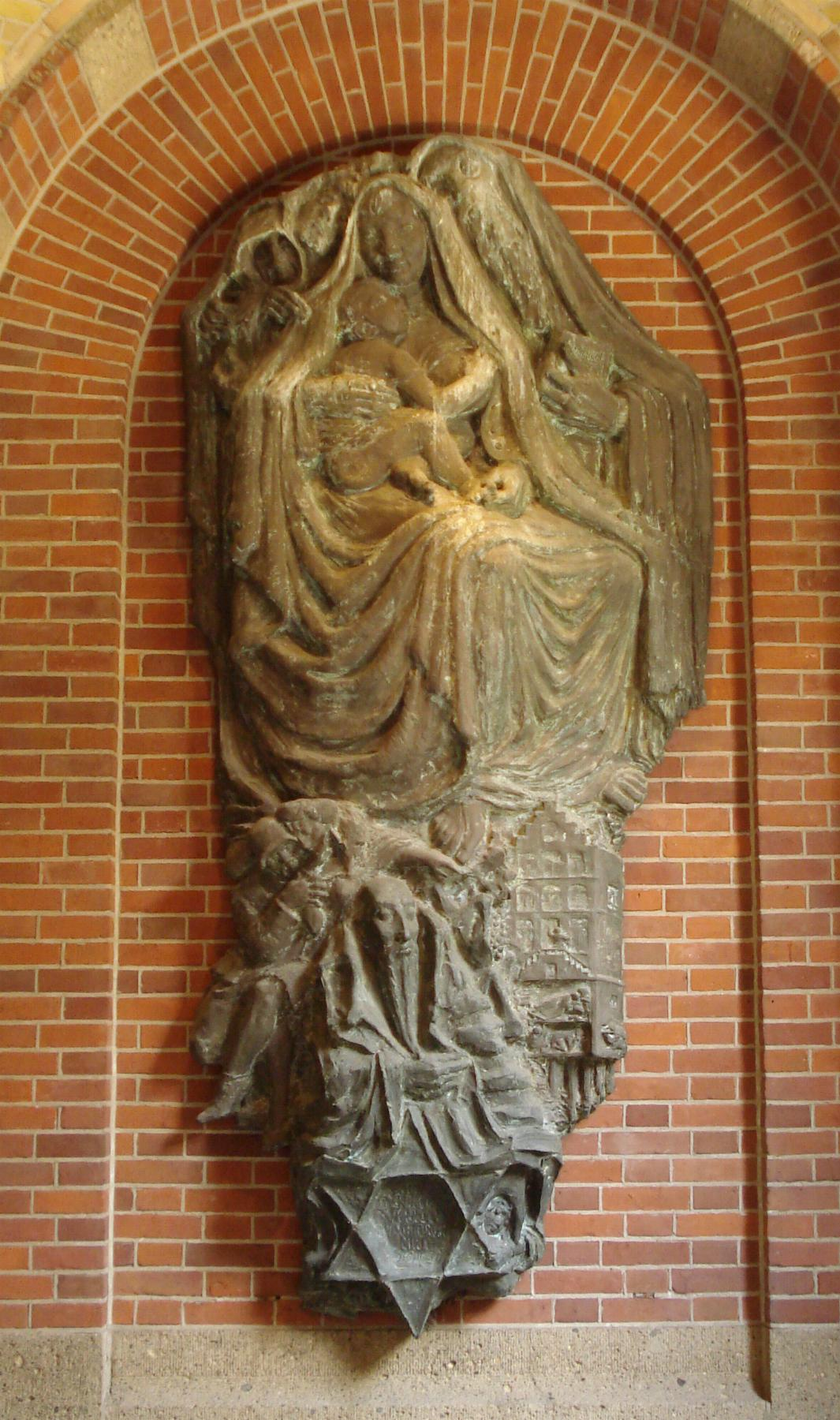
Joods monument, Rotterdam

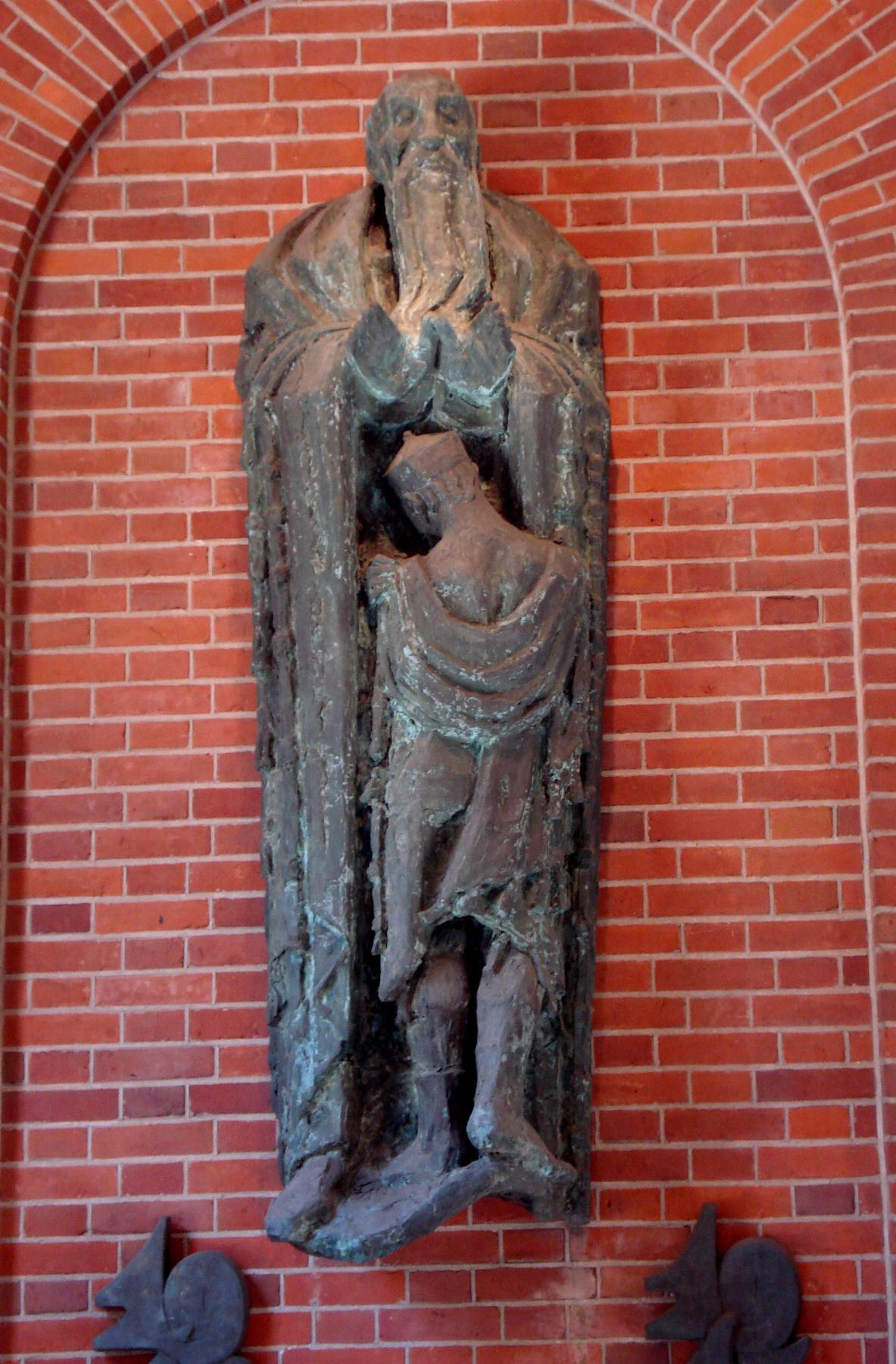
Joods monument, Rotterdam

Het Joods monument is een gedenkteken in de tuin van het Stadhuis van Rotterdam.
Het herdenkt het lijden van de Rotterdamse Joden in de Tweede Wereloorlog en met name van de circa 13.000 Joodse burgers die zijn weggevoerd. Minder dan duizend keerden terug, de anderen werden vermoord.
Het monument van Loekie Metz werd aanvankelijk geplaatst aan de gevel van de synagoge aan het A.B.N. Davidsplein in Blijdorp. Het werd daar op 20 september 1967 onthuld, maar na bezwaren uit de geloofsgemeenschap weer verwijderd. Later werd het geplaatst onder de bogen in de tuin van het Rotterdamse stadhuis, waar het op 27 oktober 1981 door koningin Beatrix werd onthuld.
Het monument bestaat uit twee grote beelden en enkele kleinere reliëfs. De beelden stellen de verschillende generaties respectievelijk de aartsvaders Abraham en Izaak voor. De reliëfs tonen de verschrikkingen van de Tweede Wereldoorlog.